# Ischnotherus
Ischnotherus is een geslacht van hooiwagens uit de familie Gonyleptidae.
De wetenschappelijke naam Ischnotherus is voor het eerst geldig gepubliceerd door Kury in 1991. 

## Soorten
Ischnotherus omvat de volgende 2 soorten:
- Ischnotherus pardus
- Ischnotherus tenebrosus